# Episodi di Survivors (seconda stagione)
La seconda stagione della serie televisiva Survivors è stata trasmessa nel Regno Unito dal 12 gennaio al 23 febbraio 2010 sul canale BBC.
In Italia la stagione è stata trasmessa in chiaro su Rai 4 dal 14 aprile al 19 maggio 2012.
| nº | Titolo originale | Titolo italiano | Prima TV UK      | Prima TV Italia |
| -- | ---------------- | --------------- | ---------------- | --------------- |
| 1  | Episode 1        | Episodio 1      | 12 gennaio 2010  | 14 aprile 2012  |
| 2  | Episode 2        | Episodio 2      | 26 gennaio 2010  | 21 aprile 2012  |
| 3  | Episode 3        | Episodio 3      | 2 febbraio 2010  | 28 aprile 2012  |
| 4  | Episode 4        | Episodio 4      | 9 febbraio 2010  | 5 maggio 2012   |
| 5  | Episode 5        | Episodio 5      | 16 febbraio 2010 | 12 maggio 2012  |
| 6  | Episode 6        | Episodio 6      | 23 febbraio 2010 | 19 maggio 2012  |